# 442. pr. Kr.
◄ | 6. stoljeće pr. Kr. | 5. stoljeće pr. Kr. | 4. stoljeće pr. Kr. | ►
◄ | 470-ih pr. Kr. | 460-ih pr. Kr. | 450-ih pr. Kr. | 440-ih pr. Kr. | 430-ih pr. Kr. | 420-ih pr. Kr. | 410-ih pr. Kr. | ►
◄◄ | ◄ | 445. pr. Kr. | 444. pr. Kr. | 443. pr. Kr. | 442 pr. Kr. | 441. pr. Kr. | 440. pr. Kr. | 439. pr. Kr. | ► | ►►
Astronomija

## Događaji
- Sofoklo napisao njegovu najpoznatiju tragediju ( Antigona ).

## Smrti
- Kineski kralj dinastije Chou Zhending Zhou (Ji Jie Zhendingwang)